# Laccophilus maculosus
Laccophilus maculosus är en skalbaggsart som beskrevs av Thomas Say 1823. Laccophilus maculosus ingår i släktet Laccophilus och familjen dykare.

## Underarter
Arten delas in i följande underarter:
- L. m. decipiens
- L. m. shermani
- L. m. maculosus

## Bildgalleri

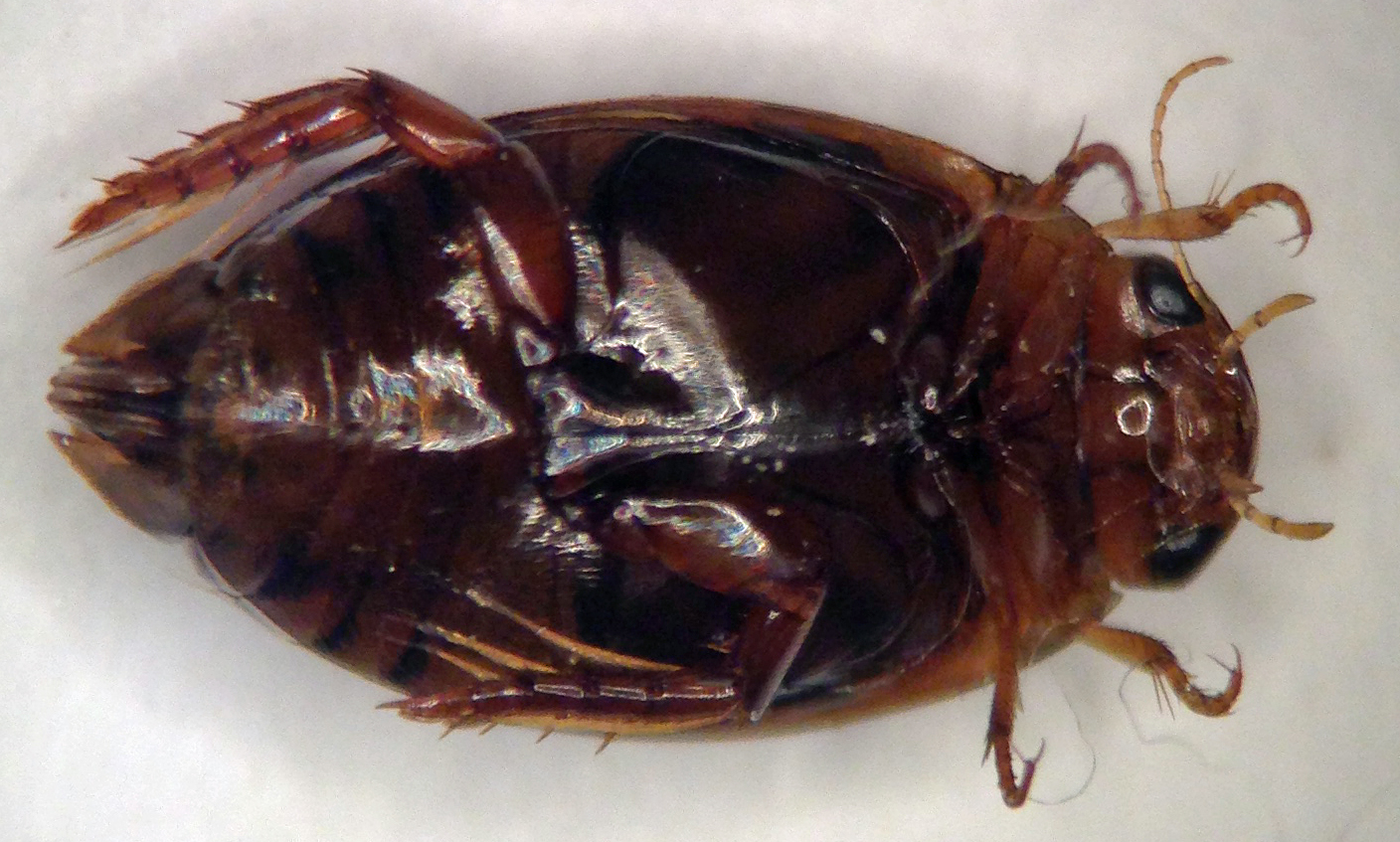